# Ergenekon-ügy
Az Ergenekon-ügy egy Törökországban kirobbant botrány, illetve per, mely egyes újságírók szerint az úgy nevezett „mély állam” létét bizonyítja. Az Ergenekon név egy titkosnak vélt csoportosulás elnevezése, akiket azzal vádolnak, hogy gyilkosságot terveztek több magas rangú politikus és közéleti személyiség ellen, illetve hogy a kormány megdöntésére készültek katonai puccsal. Több mint 150 magas rangú katonatisztet, politikust, újságírót és másokat helyeztek vád alá.
Az Ergenekon név egy, az Altaj-hegységben található ősi völgy, az Ergenekon-völgy nevéből ered, mely a nacionalista törökök számára legendás erejű.

## Felfedezése és a per kezdete
Az újságírók által „mély államként” leírt összeesküvésre először 1999-ben derült fény, amikor egy Susurluknál bekövetkezett balesetben egy ismert alvilági kapcsolatokkal rendelkező férfi autójában egy magas rangú rendőrtiszt is ült. Az Ergenekon mint szervezet létezéséről a titkosszolgálat 2001-ben szerzett tudomást, amikor a rendőrség letartóztatott egy Tuncay Güney nevű férfit, akit titkos szervezkedéssel vádoltak. Kiderült, hogy Güney a Nemzeti Hírszerzés İpek (Selyem) fedőnevű ügynöke, aki beépült az Ergenekon szervezetébe. Később a Hírszerzés tagadta, hogy Güney állandó ügynök lett volna.
2007-ben egy névtelen telefonhívás nyomán a rendőrség katonai eredetű robbanószerre bukkant egy isztambuli házban, melyek szériaszáma megegyezett azoknak a robbanószereknek a szériaszámával, amiket Törökország több részén elkövetett robbantásokban használtak. A nyomozás szálai az Ergenekon-csoporthoz vezettek.
A vádiratot összeállító ügyészek Zekeriya Öz (főügyész), Mehmet Ali Pekgüzel és Nihat Taşkın. A tárgyalást vezető bíró Köksal Şengün.

## A vádak
Az ügyészség szerint a csoportosulás három vezére Sener Eruygur, Levent Ersöz és Hürsit Tolon nyugalmazott tábornokok. Úgy vélik, az Ergenekont 1999-ben hozták létre szélsőséges kemalisták. A letartóztatottakat több váddal is illetik, a vádirat több mint 2000 oldalas, és többek között olyan vádpontok találhatóak benne mint:
- bombarobbantások[10]
- merénylet tervezése Leyla Zana politikus, Orhan Pamuk Nobel-díjas író és más prominens személyek ellen[3]
- Hrant Dink örmény újságíró meggyilkolása[10]
- egy katolikus pap meggyilkolása 2006-ban Trabzonban[3]
- három keresztény misszionárius meggyilkolása 2007-ben Malatyában[3]

A vád szerint a fent felsorolt bűncselekmények célja, hogy káoszba sodorja Törökországot, ezzel előkészítve a terepet egy újabb katonai hatalomátvételhez. Törökország történelme során többször is történt katonai puccs.
A per Isztambulhoz közel, Silivriben zajlik.
A Köztársasági Néppárt képviselői szerint a kormány arra használja fel a pert, hogy általában elhallgattassa mindazokat, akik kritikusak a kormányzó AKP politikájával szemben, és nem csak azokat tartóztatták le, akik ténylegesen részt vettek az összeesküvésben.